# 1798
| [ Edytuj tabelę ]              | |
| Emir Afganistanu               | - 1793 Zaman Szah Durrani 1801 |
| Współksiążęta Andory           | - 1797 Francesc Antoni de la Dueña y Cisneros 1812                                                                                  |
| Arcyksiążę Austrii             | - 1792 Franciszek II Habsburg 1804                                                                                                  |
| Elektor Bawarii                | - 1777 Karol Teodor 1799 |
| Sułtan Brunei                  | - 1796 Muhammad Tajuddin 1807 |
| Cesarz Chin                    | - 1796 Jiaqing 1820 |
| Król Czech                     | - 1792 Franciszek II Habsburg 1835                                                                                                  |
| Król Danii                     | - 1766 Chrystian VII 1808 |
| Dalajlama                      | - 1758 Jamphel Gjaco 1804 |
| Król Gruzji                    | - 1762 Herakliusz II 1798 - 1798 Jerzy XII 1800                                                                                     |
| Król Hiszpanii                 | - 1788 Karol IV 1808 |
| Szach Iranu                    | - 1797 Fath Ali Szah 1834 |
| Państwo Wielkich Mogołów       | - 1759 Shah Alam II 1806 |
| Król Irlandii                  | - 1760 Jerzy III Hanowerski 1820 |
| Cesarz Japonii                 | - 1779 Kōkaku 1817 |
| Kalif                          | - 1789 Selim III 1807 |
| Patriarcha Konstantynopola     | - 1797 Grzegorz V 1798 - 1798 Neofit VII 1801                                                                                       |
| Władca Korei                   | - 1776 Chŏngjo 1800 |
| Emir Kuwejtu                   | - 1762 Abd Allah I 1814 |
| Książę Liechtensteinu          | - 1781 Alojzy I 1805 |
| Sułtan Maroka                  | - 1792 Maulaj Sulajman 1822 |
| Król Nepalu                    | - 1777 Rana Bahadur 1799 |
| Król Norwegii                  | - 1784 Fryderyk VI 1814 |
| Sułtan Omanu                   | - 1792 Sultan ibn Ahmad 1804 |
| Elektor Palatynatu             | - 1742 Karol IV Teodor 1799 |
| Papież                         | - 1775 Pius VI 1799 |
| Książę Parmy i Piacenzy        | - 1765 Ferdynand 1802 |
| Król Portugalii                | - 1777 Maria I 1816 |
| Król Prus                      | - 1797 Fryderyk Wilhelm III 1840 |
| Car Rosji                      | - 1796 Paweł I 1801 |
| Cesarz Rzymski (niemiecki)     | - 1792 Franciszek II Habsburg 1806                                                                                                  |
| Kapitanowie Regenci San Marino | - 1797 Annibale Gozi Antonio Capicchioni 1798 - 1798 Marino Begni Alessandro Righi 1798 - 1798 Marino Giangi Vincenzo Belzoppi 1799 |
| Elektor Saksonii               | - 1763 Fryderyk August III 1806 |
| Król Sardynii                  | - 1796 Karol Emanuel IV 1802 |
| Król Szwecji                   | - 1792 Gustaw IV Adolf 1809 |
| Król Tajlandii                 | - 1782 Buddha Yodfa Chulalok 1809                                                                                                   |
| Sułtan Turków                  | - 1789 Selim III 1807 |
| Prezydent USA                  | - 1797 John Adams 1801 |
| Król Węgier                    | - 1792 Franciszek 1835 |
| Monarcha Wielkiej Brytanii     | - 1760 Jerzy III 1820 |
| Premier Wielkiej Brytanii      | - 1783 William Pitt Młodszy 1801 |
| Cesarz Wietnamu                | - 1792 Cảnh Thịnh 1802 |

Rok 1798 / MDCCXCVIII
stulecia: XVII wiek ~
XVIII wiek ~
XIX wiek

lata: 1788 «
1793 «
1794 «
1795 «
1796 «
1797 «
1798
» 1799
» 1800
» 1801
» 1802
» 1803
» 1808

## Wydarzenia w Polsce
- 12 lutego – w Petersburgu zmarł Stanisław August Poniatowski, król Polski, ostatni władca Rzeczypospolitej Obojga Narodów.
- 1 października – utworzono Towarzystwo Republikanów Polskich (tajna organizacja niepodległościowa).
- 19 października – papież Pius VI bullą Ad universam agri Dominici curam erygował diecezję warszawską.
- 1 listopada – ponownie Filip Nereusz Lichocki został prezydentem Krakowa (poprzednio prezydent w 1794).

- Założono Park Miejski w Kaliszu, najstarszy park miejski w Polsce.
- Myszyniec otrzymał prawa miejskie.

## Wydarzenia na świecie
- 4 stycznia – Miluza, związana do tej pory z kantonami szwajcarskimi, została przyłączona do Francji.
- 9 stycznia – z rozkazu Napoleona Bonaparte została zniszczona galera dożów weneckich „Bucentaur”.
- 24 stycznia – szwajcarski kanton Vaud uzyskał niepodległość.
- 9 lutego – w Szwajcarii powstała Republika Helwecka uzależniona od Francji.
- 15 lutego – Francuzi zajęli Rzym tworząc Republikę Rzymską.
- 20 lutego – papież Pius VI został uprowadzony przez wojska napoleońskie i przewieziony do Sieny.
- 5 marca – wojska francuskie rozpoczęły inwazję na Szwajcarię.
- 16 marca – na terenie zajętego przez wojska francuskie szwajcarskiego kantonu Valais ogłoszono powstanie republiki rewolucyjnej.
- 7 kwietnia – utworzono Terytorium Missisipi.
- 15 kwietnia – Francja proklamowała aneksję Genewy.
- 26 kwietnia – wojska francuskie wkroczyły do Genewy.
- 2 maja – w bitwie pod Rothenthurm wojska francuskie pokonały Szwajcarów.
- 3 maja – I Legia generała Jana Henryka Dąbrowskiego wkroczyła do Rzymu.
- 18 maja – został aresztowany lord Edward FitzGerald, jeden z organizatorów rewolucji irlandzkiej, która wybuchła 24 maja.
- 19 maja – rozpoczęła się wyprawa Napoleona do Egiptu.
- 23 maja – wybucha wielkie powstanie irlandzkich chłopów przeciw władzy brytyjskiej. Zostało ono krwawo stłumione: palono całe wsie, masowo mordowano podejrzanych o wspieranie powstańców (w październiku powstanie upadło).
- 26 maja – rewolucja irlandzka: zwycięstwo wojsk brytyjskich w bitwie pod Tara Hill.
- 27 maja – rewolucja irlandzka: zwycięstwo Irlandczyków w bitwie pod Oulart Hill.
- 1 czerwca – rewolucja irlandzka: zwycięstwo wojsk brytyjskich w bitwie pod Bunclody.
- 4 czerwca – rewolucja irlandzka: zwycięstwo powstańców irlandzkich w bitwie pod Tuberneering.
- 5 czerwca – rewolucja irlandzka: zwycięstwo wojsk brytyjskich w bitwie pod New Ross.
- 9 czerwca – rewolucja irlandzka: stoczono bitwy pod Arklow i pod Saintfield.
- 11 czerwca – wojska napoleońskie zaatakowały Maltę.
- 12 czerwca:
  - zdążająca do Egiptu flota francuska zaatakowała i zdobyła wyspę Malta.
  - rewolucja irlandzka: rozpoczęła się bitwa pod Ballynahinch.
- 13 czerwca – rewolucja irlandzka: zwycięstwo wojsk brytyjskich w bitwie pod Ballynahinch.
- 19 czerwca – rewolucja irlandzka: zwycięstwo wojsk brytyjskich nad powstańcami irlandzkimi w bitwie pod Ovidstown.
- 20 czerwca – rewolucja irlandzka: zwycięstwo Brytyjczyków nad powstańcami irlandzkimi w bitwie pod Foulksmills.
- 21 czerwca – rewolucja irlandzka: zwycięstwo Brytyjczyków w bitwie pod Vinegar Hill.
- 1 lipca – pierwsze oddziały francuskie dotarły drogą morską do Egiptu.
- 2 lipca – Napoleon Bonaparte zdobył Aleksandrię.
- 13 lipca – wyprawa Napoleona do Egiptu: zwycięstwo Francuzów nad konnicą mamelucką w bitwie pod Chobrakhitt.
- 14 lipca – w Stanach Zjednoczonych pisanie, publikowanie lub rozgłaszanie fałszywych lub wrogich wobec rządu Stanów Zjednoczonych informacji zostało uznane za przestępstwo federalne.
- 21 lipca – wojska francuskie stoczyły w Egipcie bitwę pod piramidami z wojskami mameluków.
- 1 sierpnia – flota brytyjska pod dowództwem admirała Horatio Nelsona pokonała flotę francuską w bitwie pod Abukirem.
- 22 sierpnia – rewolucja irlandzka: 2 tys. żołnierzy francuskich wylądowało w zachodniej Irlandii w celu udzielenia pomocy powstańcom.
- 5 września – Rewolucja irlandzka: zwycięstwo wojsk irlandzko-francuskich nad brytyjskimi w bitwie pod Collooney.
- 9 września – zwycięstwo wojsk francuskich nad powstańcami szwajcarskimi w kantonie Nidwalden.
- 10 września – bitwa pod St. George’s Caye, Brytyjski Honduras pokonał Hiszpanię.
- 8 października – wyprawa Napoleona do Egiptu: zwycięstwo Francuzów w bitwie pod Al-Lahun.
- 8 listopada:
  - John Fearn odkrył wyspę Nauru na Pacyfiku.
  - pastor Elijah Craig wydestylował po raz pierwszy amerykańską whisky, czyli burbona. Burbon musi pochodzić z USA, a w zbożu użytym do jego produkcji kukurydza musi stanowić przynajmniej połowę składu.
- 4 grudnia – II koalicja antyfrancuska: bitwa pod Civita Castellana.
- 5 grudnia – wojna chłopska w Belgii: miała miejsce bitwa pod Hasselt.

- Alojz Senefelder wynalazł litografię – technikę druku płaskiego.
- Holenderska Kompania Wschodnioindyjska popadła w kłopoty finansowe i została rozwiązana.
- Walki Napoleona w Syrii.

## Urodzili się
- 6 stycznia
  - Melchior von Diepenbrock, niemiecki duchowny katolicki, biskup wrocławski, kardynał (zm. 1853)
  - Marie Dorval, francuska aktorka (zm. 1849)
- 14 stycznia – Robert Nicols Martin, amerykański prawnik, polityk, kongresman ze stanu Maryland (zm. 1870)
- 19 stycznia – Auguste Comte, francuski filozof, twórca socjologii (zm. 1857)
- 5 lutego
  - Walenty Dutkiewicz, polski prawnik, polityk (zm. 1882)
  - Ignacy Humnicki, polski dramaturg, poeta (zm. 1864)
- 13 marca – Abigail Fillmore, amerykańska druga i pierwsza dama (zm. 1853)
- 16 marca – Józef Alojzy Pukalski, polski duchowny katolicki, biskup tarnowski (zm. 1885)
- 2 kwietnia – August Heinrich Hoffmann von Fallersleben, autor tekstu hymnu niemieckiego (zm. 1874)
- 26 kwietnia – Eugène Delacroix, malarz francuski (zm. 1863)
- 4 maja – Stanisław Janicki, polski matematyk, pedagog, pisarz (zm. 1855)
- 7 maja – Emil Wilhelm Krummacher, niemiecki teolog kalwiński i pisarz (zm. 1886)
- 29 czerwca – Giacomo Leopardi, włoski poeta i moralista, autor m.in. zbioru Dziełka moralne i Pieśni (zm. 1837)
- 13 lipca – Aleksandra Fiodorowna, caryca Rosji (zm. 1860)
- 21 sierpnia – Jules Michelet, francuski historyk, pisarz i filozof (zm. 1874)
- 2 października – Teodora Guérin, francuska zakonnica, założycielka Sióstr Opatrzności, święta katolicka (zm. 1856)
- 12 października – Piotr I, cesarz Brazylii i król Portugalii (Piotr IV) (zm. 1834)
- 23 listopada – Klementyna Hoffmanowa, polska prozaiczka, dramatopisarka, pedagożka (zm. 1845)
- 24 grudnia – Adam Mickiewicz, polski poeta, wieszcz narodowy (zm. 1855)
- data dzienna niepewna – Wolfgang Menzel, niemiecki pisarz, krytyk i historyk literatury (zm. 1873)
- data dzienna nieznana: 
  - (ur 1798 lub 1799) Wawrzyniec Han I-hyŏng, koreański męczennik, święty katolicki (zm. 1846)
  - Barbara Ko Sun-i, koreańska męczennica, święta katolicka (zm. 1839)

## Święta ruchome
- Tłusty czwartek: 15 lutego
- Ostatki: 20 lutego
- Popielec: 21 lutego
- Niedziela Palmowa: 1 kwietnia
- Wielki Czwartek: 5 kwietnia
- Wielki Piątek: 6 kwietnia
- Wielka Sobota: 7 kwietnia
- Wielkanoc: 8 kwietnia
- Poniedziałek Wielkanocny: 9 kwietnia
- Wniebowstąpienie Pańskie: 17 maja
- Zesłanie Ducha Świętego: 27 maja
- Boże Ciało: 7 czerwca